# 20 de dezembro na Igreja Ortodoxa

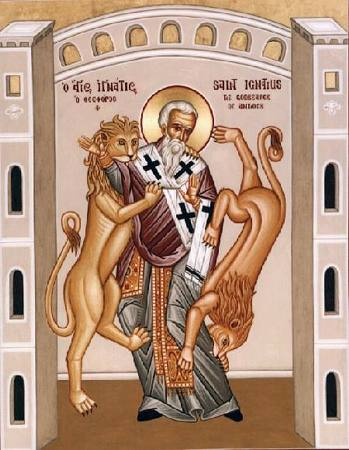
Ícone representando o martírio de Santo Inácio Teóforo.

Esta página trata das comemorações relativas ao dia 20 de dezembro no ano litúrgico ortodoxo.
Todas as comemorações fixas abaixo são comemoradas no dia 2 de janeiro pelas igrejas ortodoxas sob o Velho Calendário. No dia 20 de dezembro do calendário civil, as igrejas sob o Velho Calendário celebram as comemorações listadas no dia 7 de dezembro.

## Festas
- Antefesta da Natividade segundo a carne de nosso Senhor, Deus e Salvador Jesus Cristo[1][2][3][4]

## Santos

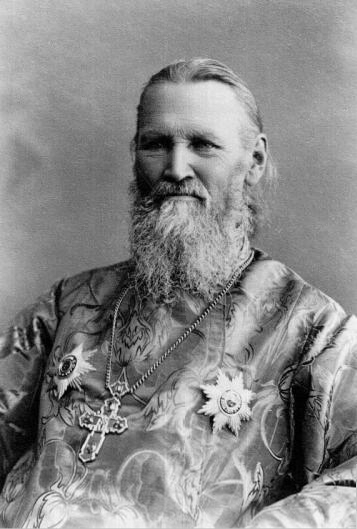
São João de Kronstadt em 1900.

- Hieromártir Inácio Teóforo, Bispo de Antioquia (107)[3][5][6][7]
- Mártires Liberato e Bajulo, em Roma[8]
- São Filogônio, Bispo de Antioquia, Confessor (323)[3][9]
- Santo Ursicino, Bispo de Cahors (c. 585)[8]
- São Domingo, Bispo de Bréscia (c. 612)[8]
- Santo Ursicino de Saint-Ursanne (Hursannus, Ursitz, Oschanne) de Saint-Ursanne, discípulo de São Columbano e fundador do mosteiro de Saint-Ursanne (c. 625)[8]
- São Daniel II, Arcebispo da Sérvia (1338)[3][10]
- Santo Inácio, Arquimandrita das Cavernas de Kiev (1435)[3][11]
- Novo Mártir João de Tasos, decapitado em Constantinopla (1652)[3][12][13]
- Santo Antônio (Smirnitsky), Arcebispo de Voronezh (1846)[3][14]
- Abençoado João de Kronstadt, Taumaturgo (1908)[3][15][16]

## Outras comemorações
- Ícone da Mãe de Deus de Novgorod, Salvação dos que se Afogam[17][18][19]